# KTorrent
KTorrent là một trình khách BitTorrent được viết bằng ngôn ngữ lập trình C++ để chạy trên môi trường giao diện người dùng KDE. KTorrent sử dụng công cụ Qt để lập trình giao diện. Các tính năng chính của KTorrent:
- Tối đa tốc độ tải lên cho phép điều khiển việc sử dụng băng thông
- Sử dụng các công cụ khác nhau để tìm kiếm tệp bao gồm: Internet, cơ chế tìm kiếm tệp torrent của trang web BitTorrent (sử dụng từ Konqueror đến KParts)
- Hỗ trợ UDP
- Có khả năng lựa chọn một hoặc một vài tệp được chứa trong tệp torrent để tải về, không cần phải tải về tất cả tệp có trong tệp torrent.
- Công cụ bổ sung ngăn cấm IP
- UPnP
- Giao thức giải mã gói tin gửi đi (bản Beta)
- DHT (bản Beta)
- Công cụ bổ sung cho phép tìm kiếm tệp torrent từ trong chương trình
- Nhập một tệp torrent đang tải chưa hoàn chỉnh của trình khách BitTorrent khác để tiếp tục tải về.

KTorrent được bảo trì và phát triển tại KDE Extragear.